# Carme Barrios i Muntané
Carmen Barrios Muntané (Buenos Aires, 1909 – Barcelona, 25 de desembre de 2009) va ser una pintora barcelonina documentada als anys trenta i quaranta del segle xx.
Filla de Evaristo Barrios Zudaire (+1942) i Cinta Muntané va néixer a Buenos Aires al 1909, va estudiar a l'Escola de Belles Arts de Barcelona. Així, va participar en l'exposició de dibuixos i aquarel·les dels alumnes d’aquesta escola que es va fer entre el 31 maig i el 13 de juny de 1930 a les Galeries Laietanes de Barcelona.
Pocs anys més tard, consta entre els participants de l'Exposició de Primavera de 1935 que organitzava Junta Municipal d’Exposicions d’Art de Barcelona i que aquell any es va fer al Saló d’Art Modern. Segons el catàleg d’aquesta mostra, hi va presentar una natura morta. Passada la Guerra Civil, l’any 1942 va participar amb una figura a l'Exposició Nacional de Belles Arts de Barcelona.
Segons les informacions dels catàlegs de les exposicions, residia a Barcelona, on va morir el 25 de desembre de 2009.